# Magnificent Mile

Straßenschild

Die Magnificent Mile (deutsch „prächtige Meile“) ist die Einkaufs- und Flanierstraße in Chicago, Illinois. Sie liegt zwischen dem Chicago River und dem Lake Shore Drive und bildet den nördlichen Teil der Michigan Avenue.

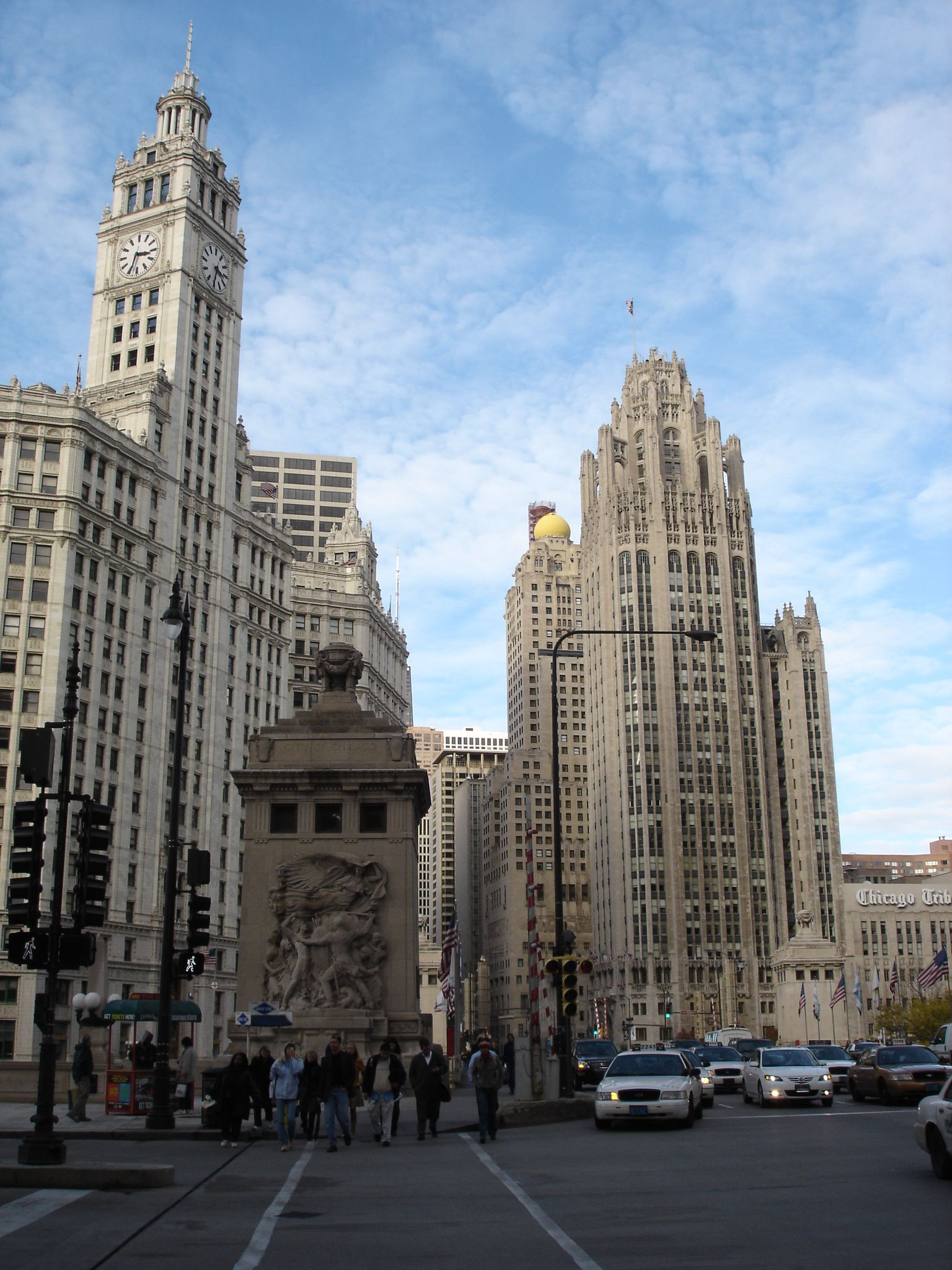
Magnificent Mile, Chicago

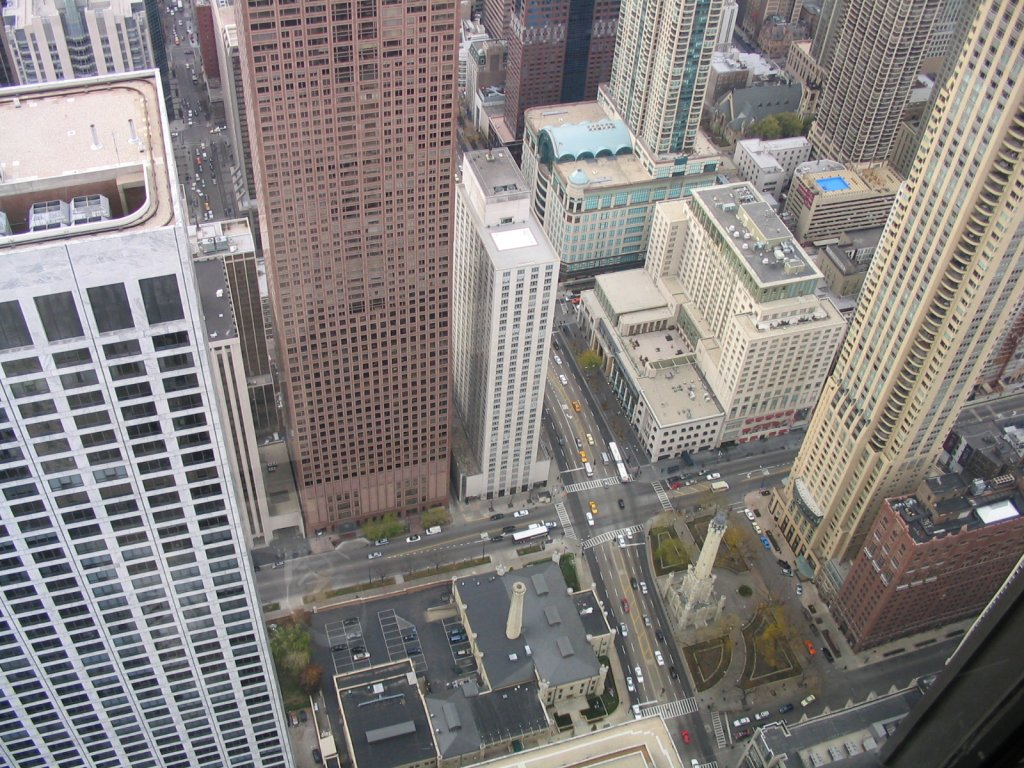
Magnificent Mile, Blick vom John Hancock Center

Die Straße ist ein breiter Boulevard mit exklusiven Geschäften, Museen, Restaurants und eleganten Hotels. Zu den Luxusgeschäften zählen Bloomingdale's, Saks Fifth Avenue, Tiffany & Co., Louis Vuitton, Giorgio Armani und Chanel. 900 North Michigan Shops und das Water Tower Place sind riesige Shop-in-Shop-Gebäude mit Einzelhändlern, Theatern und Gastronomie. Ersteres beherbergt rund 70 Läden, das letztere über 100 Geschäfte, darunter die Kaufhäuser Marshall Field's sowie Lord and Taylor.
Der Aufstieg der Straße begann nach dem Bau der Michigan Avenue Bridge 1920. Die einstige Wohnstraße wandelte sich zu einer Geschäftsmeile und wird seither von Wolkenkratzern gesäumt. Zu den ersten zählten das 30-stöckige Wrigley Building (1920), das benachbarte 22-stöckige London Guarantee Building (1923), das 109 Meter hohe Allerton Hotel (1924), der 141 Meter hohe Chicago Tribune Tower (1925), der 143 Meter hohe Medinah Athletic Club (1929, heute Hotel Inter-Continental) und das 172 Meter hohe 919 North Michigan Avenue Geschäftshaus (1929).
Ein neuer Bauboom fügte der Straße 1969 das 100 Stockwerke zählende, 344 Meter hohe John Hancock Center und 1976 den 262 Meter hohen Water Tower Place hinzu. 1989 wurde das 264 Meter hohe 900 North Michigan Building, 2000 der 257 Meter hohe Park Tower eröffnet (→ siehe hierzu: Liste der höchsten Gebäude in Chicago).
An der North Michigan Avenue steht eines der ältesten Gebäude Chicagos, der 1869 erbaute Old Water Tower (dt. Alte Wasserturm). Das an ein Schloss aus dem 13. Jahrhundert erinnernde Kalksteingebäude ist ein Wahrzeichen Chicagos und beherbergt inzwischen Chicagos Tourismus-Information. Nur wenige Schritte entfernt befindet sich das Water Tower Campus der katholischen Loyola University. Es beherbergt die Fachbereiche für Betriebswirtschaftslehre und Rechtswissenschaft.
Da die Flussrichtung des Chicago Rivers umgedreht wurde, um den Fluss sauber zu halten und mit sauberem Wasser aus dem Michigansee zu speisen, wurde das Niveau der Michigan Avenue um ein Stockwerk angehoben. Unter der Straße fährt ein Teil des Nahverkehrs, viele Obdachlose übernachten dort.